# The Hideout (Pensilvania)
The Hideout es un lugar designado por el censo ubicado en el condado de Wayne en el estado estadounidense de Pensilvania. En el Censo de 2010 tenía una población de 3013 habitantes y una densidad poblacional de 173,84 personas por km².

## Geografía
The Hideout se encuentra ubicado en las coordenadas 41°26′8″N 75°21′0″O / 41.43556, -75.35000. Según la Oficina del Censo de los Estados Unidos, The Hideout tiene una superficie total de 17.33 km², de la cual 15.82 km² corresponden a tierra firme y (8.7%) 1.51 km² es agua.

## Demografía
Según el censo de 2010, había 3013 personas residiendo en The Hideout. La densidad de población era de 173,84 hab./km². De los 3013 habitantes, The Hideout estaba compuesto por el 94.52% blancos, el 2.82% eran afroamericanos, el 0.17% eran amerindios, el 0.27% eran asiáticos, el 0% eran isleños del Pacífico, el 0.83% eran de otras razas y el 1.39% pertenecían a dos o más razas. Del total de la población el 5.24% eran hispanos o latinos de cualquier raza.